# Bad Hönningen
Bad Hönningen – miasto uzdrowiskowe w zachodnich Niemczech, w kraju związkowym Nadrenia-Palatynat, w powiecie Neuwied, siedziba gminy związkowej Bad Hönningen.